# 특정경제범죄 가중처벌 등에 관한 법률
특정경제범죄 가중처벌 등에 관한 법률은 경제범죄를 억제하기 위해 1983년 제정된 법률이다.

## 개요
1983년 12월 31일 제정된 뒤 2009년 5월 8일 법률 제9646호까지 11차례 개정되었다. 경제범죄는 갈수록 대형화·조직화·지능화되는 데 비해 지나치게 가벼운 법정형을 대폭 강화하여 가중처벌하고 범법자들의 경제활동을 제한함으로써 경제질서를 확립하고자 제정되었다. 전문 14조와 부칙으로 구성되어 있다.
- 형법에서 규정한 사기죄·공갈죄·횡령죄·배임죄 또는 업무상 횡령배임죄를 범한 자로서 그 범죄행위로 인한 이득액이 50억 원 이상인 때에는 무기 또는 5년 이상의 징역, 5억 원 이상 50억 원 미만인 때에는 3년 이상의 유기징역으로 가중처벌한다.
- 재산을 국외로 도피시킨 때에는 1년 이상의 유기징역 또는 도피액의 2배 이상 10배 이하의 벌금에 처한다. 도피액이 50억 원 이상이면 무기 또는 10년 이상의 징역, 5억 원 이상 50억 원 미만이면 5년 이상의 유기징역으로 가중처벌한다. 도피한 재산은 몰수하거나 그 가액을 추징한다.
- 금융기관의 임직원이 직무에 관해 금품 등의 이익을 수수·요구 또는 약속하는 등의 행위를 한 때에는 5년 이하의 징역 또는 10년 이하의 자격정지에 처한다. 수수액이 5000만 원 이상이면 무기 또는 10년 이상의 징역, 1000만 원 이상 5000만 원 미만이면 5년 이상의 유기징역으로 가중처벌한다. 범인 또는 제3자가 받은 금품 등은 몰수하거나 그 가액을 추징한다. 또 사금융을 통한 금전대부, 채무보증 또는 인수를 하거나 이를 알선한 때에는 7년 이하의 징역 또는 7000만 원 이하의 벌금에 처한다.
- 저축과 관련하여 부당이익을 수수 또는 공여한 때에는 5년 이하의 징역 또는 5000만 원 이하의 벌금에 처한다. 인가를 받지 않고 단기금융업을 영위한 자가 취득한 수수료액이 1년에 10억 원 이상이면 3년 이상의 유기징역, 1억 원 이상 10억 원 미만이면 1년 이상의 유기징역으로 가중처벌한다.
- 이 법의 규정에 따라 유죄판결을 받은 자 등에 대해서는 일정기간 금융기관 등에 취업을 제한하거나 관허업의 허가·인가·면허·등록·지정 등을 받을 수 없도록 하되, 경제사범관리위원회의 승인을 얻은 경우는 예외로 한다. 이를 위반한 자는 1년 이하의 징역 또는 500만 원 이하의 벌금에 처한다.

## 제3조 제1항의 이득액의 평가
제3조(특정재산범죄의 가중처벌) (1) 「형법」 제347조(사기), 제350조(공갈), 제351조(제347조 및 제350조의 상습범만 해당한다), 제355조(횡령·배임) 또는 제356조(업무상의 횡령과 배임)의 죄를 범한 사람은 그 범죄행위로 인하여 취득하거나 제3자로 하여금 취득하게 한 재물 또는 재산상 이익의 가액(이하 이 조에서 "이득액"이라 한다)이 5억원 이상일 때에는 다음 각 호의 구분에 따라 가중처벌한다.

1. 이득액이 50억원 이상일 때: 무기 또는 5년 이상의 징역

2. 이득액이 5억원 이상 50억원 미만일 때: 3년 이상의 유기징역

- 처음부터 용도를 속여 대출받은 국민주택 건설자금 중 일부를 나중에 국민주택 건설자금으로 사용한 경우: 국민주택건설자금을 유자받고자 하는 민간사업자가 처음부터 사실은 국민주택건설자금으로 사용할 의사가 없으면서도 국민주택건설자금으로 사용할 것처럼 용도를 속여 국민주택건설자금을 대출받은 경우에는 대출받은 자금 중 일부를 나중에 국민주택건설자금으로 사용하였다 하더라도 대출금 전액에 대하여 특정경제범죄가중처벌등에관한법률위반(사기)죄가 성립한다.[1]

## 참조
1. ↑  2002도2620